# گای ژنه
گای ژنه (انگلیسی: Guy Genet؛ زادهٔ ۱۴ اوت ۱۹۵۵) بازیکن فوتبال اهل فرانسه است.
از باشگاه‌هایی که در آن بازی کرده‌است می‌توان به باشگاه فوتبال نیم المپیک و باشگاه فوتبال المپیک لیون اشاره کرد.